# Ocnophiloidea dillerorum
Ocnophiloidea dillerorum är en insektsart som beskrevs av Frank H.Hennemann och Oskar V.Conle 2007. Ocnophiloidea dillerorum ingår i släktet Ocnophiloidea och familjen Diapheromeridae. Inga underarter finns listade i Catalogue of Life.